# Tetrarthrosoma malickyi
Tetrarthrosoma malickyi är en mångfotingart som beskrevs av Pius Strasser 1979. Tetrarthrosoma malickyi ingår i släktet Tetrarthrosoma och familjen orangeridubbelfotingar. Inga underarter finns listade i Catalogue of Life.